# Gran Premio d'Ungheria 1989
Il Gran Premio d'Ungheria 1989 fu la decima gara della stagione 1989 del Campionato mondiale di Formula 1, disputata il 13 agosto allo Hungaroring di Budapest. La manifestazione vide la vittoria di Nigel Mansell su Ferrari dopo una gran rimonta dal 12º posto in griglia, seguito dal brasiliano Ayrton Senna su McLaren - Honda e da Thierry Boutsen su Williams - Renault.

## Qualifiche
Per la prima volta nella stagione la pole position non fu conquistata da un pilota della McLaren-Honda: a spezzare il monopolio del team anglo-nipponico fu Patrese, che precedette Senna di circa tre decimi. Terzo si piazzò il sorprendente Caffi, abile nello sfruttare le gomme da qualifica della Pirelli, particolarmente efficaci; alle spalle del pilota italiano si trovavano Boutsen, Prost, Berger, Nannini e Modena.

### Pre Qualifiche
| Pos                        | N° | Pilota                | Costruttore                  | Tempo    |
| -------------------------- | -- | --------------------- | ---------------------------- | -------- |
| 1                          | 36 | Stefan Johansson      | Onyx - Ford Cosworth         | 1:22.836 |
| 2                          | 18 | Piercarlo Ghinzani    | Osella - Ford Cosworth       | 1:24.086 |
| 3                          | 29 | Michele Alboreto      | Lola Larrousse - Lamborghini | 1:24.323 |
| 4                          | 37 | Bertrand Gachot       | Onyx - Ford Cosworth         | 1:24.412 |
| Vetture non prequalificate |    |                       |                              |          |
| NPQ                        | 17 | Nicola Larini         | Osella - Ford Cosworth       | 1:24.601 |
| NPQ                        | 30 | Philippe Alliot       | Lola Larrousse - Lamborghini | 1:24.928 |
| NPQ                        | 41 | Yannick Dalmas        | AGS - Ford Cosworth          | 1:25.571 |
| NPQ                        | 34 | Bernd Schneider       | Zakspeed - Yamaha            | 1:25.613 |
| NPQ                        | 40 | Gabriele Tarquini     | AGS - Ford Cosworth          | 1:25.685 |
| NPQ                        | 31 | Roberto Moreno        | Coloni - Ford Cosworth       | 1:26.903 |
| NPQ                        | 33 | Gregor Foitek         | EuroBrun - Judd              | 1:27.478 |
| NPQ                        | 35 | Aguri Suzuki          | Zakspeed - Yamaha            | 1:28.113 |
| NPQ                        | 32 | Pierre-Henri Raphanel | Coloni - Ford Cosworth       | 1:45.971 |

### Qualifiche
| Pos                     | N° | Pilota             | Costruttore                             | Q1       | Q2       | Distacco |
| ----------------------- | -- | ------------------ | --------------------------------------- | -------- | -------- | -------- |
| 1                       | 6  | Riccardo Patrese   | Williams - Renault                      | 1:19.726 | 1:20.644 |          |
| 2                       | 1  | Ayrton Senna       | McLaren - Honda                         | 1:21.576 | 1:20.039 | +0.313   |
| 3                       | 21 | Alex Caffi         | Dallara Scuderia Italia - Ford Cosworth | 1:21.040 | 1:20.704 | +0.978   |
| 4                       | 5  | Thierry Boutsen    | Williams - Renault                      | 1:23.492 | 1:21.001 | +1.275   |
| 5                       | 2  | Alain Prost        | McLaren - Honda                         | 1:21.076 | 1:22.267 | +1.350   |
| 6                       | 28 | Gerhard Berger     | Ferrari                                 | 1:21.304 | 1:21.270 | +1.544   |
| 7                       | 19 | Alessandro Nannini | Benetton - Ford Cosworth                | 1:21.448 | 1:21.301 | +1.575   |
| 8                       | 8  | Stefano Modena     | Brabham - Judd                          | 1:23.090 | 1:21.472 | +1.746   |
| 9                       | 9  | Derek Warwick      | Arrows - Ford Cosworth                  | 1:23.111 | 1:21.617 | +1.891   |
| 10                      | 23 | Pierluigi Martini  | Minardi - Ford Cosworth                 | 1:21.746 | 1:32.546 | +2.020   |
| 11                      | 4  | Jean Alesi         | Tyrrell - Ford Cosworth                 | 1:23.853 | 1:21.799 | +2.073   |
| 12                      | 27 | Nigel Mansell      | Ferrari                                 | 1:22.544 | 1:21.951 | +2.225   |
| 13                      | 15 | Maurício Gugelmin  | March - Judd                            | 1:22.949 | 1:22.083 | +2.357   |
| 14                      | 16 | Ivan Capelli       | March - Judd                            | 1:22.445 | 1:22.088 | +2.362   |
| 15                      | 7  | Martin Brundle     | Brabham - Judd                          | 1:22.970 | 1:22.296 | +2.570   |
| 16                      | 10 | Eddie Cheever      | Arrows - Ford Cosworth                  | 1:23.251 | 1:22.374 | +2.648   |
| 17                      | 11 | Nelson Piquet      | Lotus - Judd                            | 1:22.837 | 1:22.406 | +2.680   |
| 18                      | 22 | Andrea De Cesaris  | Dallara Scuderia Italia - Ford Cosworth | 1:23.463 | 1:22.410 | +2.684   |
| 19                      | 3  | Jonathan Palmer    | Tyrrell - Ford Cosworth                 | 1:24.670 | 1:22.578 | +2.852   |
| 20                      | 12 | Satoru Nakajima    | Lotus - Judd                            | 1:23.996 | 1:22.630 | +2.904   |
| 21                      | 37 | Bertrand Gachot    | Onyx - Ford Cosworth                    | 1:22.634 | 1:23.720 | +2.908   |
| 22                      | 18 | Piercarlo Ghinzani | Osella - Ford Cosworth                  | 1:23.091 | 1:22.763 | +3.037   |
| 23                      | 24 | Luis Pérez-Sala    | Minardi - Ford Cosworth                 | 1:23.017 | 1:24.188 | +3.291   |
| 24                      | 36 | Stefan Johansson   | Onyx - Ford Cosworth                    | 1:23.372 | 1:23.148 | +3.422   |
| 25                      | 20 | Emanuele Pirro     | Benetton - Ford Cosworth                | 1:23.772 | 1:23.399 | +3.673   |
| 26                      | 29 | Michele Alboreto   | Lola Larrousse - Lamborghini            | 1:23.733 | 1:25.660 | +4.007   |
| Vetture non qualificate |    |                    |                                         |          |          |          |
| NQ                      | 25 | René Arnoux        | Ligier - Ford Cosworth                  | 1:25.862 | 1:24.003 | +4.277   |
| NQ                      | 26 | Olivier Grouillard | Ligier - Ford Cosworth                  | 1:24.702 | 1:25.169 | +4.976   |
| NQ                      | 38 | Christian Danner   | Rial - Ford Cosworth                    | 1:26.485 | 1:25.017 | +5.291   |
| NQ                      | 39 | Volker Weidler     | Rial - Ford Cosworth                    | 1:28.112 | 1:26.320 | +6.594   |

## Gara
Al via Patrese mantenne il comando della gara davanti a Senna e Caffi; quest'ultimo fu sopravanzato già nei primi giri da Berger e Prost, cedendo poi la posizione anche al rimontante Mansell al 22º giro. Il pilota inglese continuò la sua rimonta e, passato al quarto posto dopo il cambio gomme del compagno di squadra (in seguito costretto al ritiro per un problema al cambio), sopravanzò anche Prost, portandosi alle spalle del duo di testa.
Al 53º giro Patrese dovette rallentare per un problema ad un radiatore, in seguito al quale dovette poi ritirarsi; cinque tornate più tardi Mansell superò Senna approfittando del doppiaggio di Johansson, portandosi al comando e mantenendolo fino alla bandiera a scacchi. Senna chiuse secondo davanti a Boutsen, Prost, Cheever (che ottiene i suoi ultimi punti in carriera in formula 1) e Piquet.

### Classifica
| Pos | N° | Pilota                | Costruttore                             | Giri | Tempo/Causa ritiro                                       | Pos. partenza | Punti |
| --- | -- | --------------------- | --------------------------------------- | ---- | -------------------------------------------------------- | ------------- | ----- |
| 1   | 27 | Nigel Mansell         | Ferrari                                 | 77   | 1:49:38.650                                              | 12            | 9     |
| 2   | 1  | Ayrton Senna          | McLaren - Honda                         | 77   | + 25.967                                                 | 2             | 6     |
| 3   | 5  | Thierry Boutsen       | Williams - Renault                      | 77   | + 38.354                                                 | 4             | 4     |
| 4   | 2  | Alain Prost           | McLaren - Honda                         | 77   | + 44.177                                                 | 5             | 3     |
| 5   | 10 | Eddie Cheever         | Arrows - Ford Cosworth                  | 77   | + 45.106                                                 | 16            | 2     |
| 6   | 11 | Nelson Piquet         | Lotus - Judd                            | 77   | + 1:12.039                                               | 17            | 1     |
| 7   | 21 | Alex Caffi            | Dallara Scuderia Italia - Ford Cosworth | 77   | + 1:24.225                                               | 3             |       |
| 8   | 20 | Emanuele Pirro        | Benetton - Ford Cosworth                | 76   | + 1 Giro                                                 | 25            |       |
| 9   | 4  | Jean Alesi            | Tyrrell - Ford Cosworth                 | 76   | + 1 Giro                                                 | 11            |       |
| 10  | 9  | Derek Warwick         | Arrows - Ford Cosworth                  | 76   | + 1 Giro                                                 | 9             |       |
| 11  | 8  | Stefano Modena        | Brabham - Judd                          | 76   | + 1 Giro                                                 | 8             |       |
| 12  | 7  | Martin Brundle        | Brabham - Judd                          | 75   | + 2 Giri                                                 | 15            |       |
| 13  | 3  | Jonathan Palmer       | Tyrrell - Ford Cosworth                 | 73   | + 4 Giri                                                 | 19            |       |
| Rit | 24 | Luis Pérez-Sala       | Minardi - Ford Cosworth                 | 57   | Collisione con J.Palmer                                  | 23            |       |
| Rit | 28 | Gerhard Berger        | Ferrari                                 | 56   | Cambio                                                   | 6             |       |
| Rit | 6  | Riccardo Patrese      | Williams - Renault                      | 54   | Problemi al radiatore                                    | 1             |       |
| Rit | 36 | Stefan Johansson      | Onyx - Ford Cosworth                    | 48   | Cambio                                                   | 24            |       |
| Rit | 19 | Alessandro Nannini    | Benetton - Ford Cosworth                | 46   | Cambio                                                   | 7             |       |
| Rit | 37 | Bertrand Gachot       | Onyx - Ford Cosworth                    | 38   | Cambio                                                   | 21            |       |
| Rit | 12 | Satoru Nakajima       | Lotus - Judd                            | 33   | Rottura della sospensione anteriore sinistra e testacoda | 20            |       |
| Rit | 15 | Maurício Gugelmin     | March - Judd                            | 27   | Problemi all'impianto elettrico                          | 13            |       |
| Rit | 16 | Ivan Capelli          | March - Judd                            | 26   | Perdita della ruota anteriore                            | 14            |       |
| Rit | 29 | Michele Alboreto      | Lola Larrousse - Lamborghini            | 26   | Motore                                                   | 26            |       |
| Rit | 18 | Piercarlo Ghinzani    | Osella - Ford Cosworth                  | 20   | Problemi all'impianto elettrico                          | 22            |       |
| Rit | 23 | Pierluigi Martini     | Minardi - Ford Cosworth                 | 9    | Perdita della ruota anteriore                            | 10            |       |
| Rit | 22 | Andrea De Cesaris     | Dallara Scuderia Italia - Ford Cosworth | 0    | Problemi alla frizione                                   | 18            |       |
| NQ  | 25 | René Arnoux           | Ligier - Ford Cosworth                  |      |                                                          |               |       |
| NQ  | 26 | Olivier Grouillard    | Ligier - Ford Cosworth                  |      |                                                          |               |       |
| NQ  | 38 | Christian Danner      | Rial - Ford Cosworth                    |      |                                                          |               |       |
| NQ  | 39 | Volker Weidler        | Rial - Ford Cosworth                    |      |                                                          |               |       |
| NPQ | 17 | Nicola Larini         | Osella - Ford Cosworth                  |      |                                                          |               |       |
| NPQ | 30 | Philippe Alliot       | Lola Larrousse - Lamborghini            |      |                                                          |               |       |
| NPQ | 41 | Yannick Dalmas        | AGS - Ford Cosworth                     |      |                                                          |               |       |
| NPQ | 34 | Bernd Schneider       | Zakspeed - Yamaha                       |      |                                                          |               |       |
| NPQ | 40 | Gabriele Tarquini     | AGS - Ford Cosworth                     |      |                                                          |               |       |
| NPQ | 31 | Roberto Moreno        | Coloni - Ford Cosworth                  |      |                                                          |               |       |
| NPQ | 33 | Gregor Foitek         | EuroBrun - Judd                         |      |                                                          |               |       |
| NPQ | 35 | Aguri Suzuki          | Zakspeed - Yamaha                       |      |                                                          |               |       |
| NPQ | 32 | Pierre-Henri Raphanel | Coloni - Ford Cosworth                  |      |                                                          |               |       |

## Classifiche

### Piloti
| Pos. | Pilota             | Punti |
| ---- | ------------------ | ----- |
| 1    | Alain Prost        | 56    |
| 2    | Ayrton Senna       | 42    |
| 3    | Nigel Mansell      | 34    |
| 4    | Riccardo Patrese   | 25    |
| 5    | Thierry Boutsen    | 17    |
| 6    | Alessandro Nannini | 12    |
| 7    | Nelson Piquet      | 9     |
| 8    | Michele Alboreto   | 6     |
| 9    | Eddie Cheever      | 6     |
| 10   | Johnny Herbert     | 5     |
| 11   | Derek Warwick      | 5     |
| 12   | Maurício Gugelmin  | 4     |
| 13   | Stefano Modena     | 4     |
| 14   | Andrea De Cesaris  | 4     |
| 15   | Alex Caffi         | 4     |
| 16   | Christian Danner   | 3     |
| 17   | Jean Alesi         | 3     |
| 18   | René Arnoux        | 2     |
| 19   | Stefan Johansson   | 2     |
| 20   | Pierluigi Martini  | 2     |
| 21   | Jonathan Palmer    | 1     |
| 22   | Martin Brundle     | 1     |
| 23   | Gabriele Tarquini  | 1     |
| 24   | Olivier Grouillard | 1     |
| 25   | Luis Pérez-Sala    | 1     |

### Costruttori
| Pos. | Team                                    | Punti |
| ---- | --------------------------------------- | ----- |
| 1    | McLaren - Honda                         | 98    |
| 2    | Williams - Renault                      | 42    |
| 3    | Ferrari                                 | 34    |
| 4    | Benetton - Ford Cosworth                | 17    |
| 5    | Arrows - Ford Cosworth                  | 11    |
| 6    | Tyrrell - Ford Cosworth                 | 10    |
| 7    | Lotus - Judd                            | 9     |
| 8    | Dallara Scuderia Italia - Ford Cosworth | 8     |
| 9    | Brabham - Judd                          | 5     |
| 10   | March - Judd                            | 4     |
| 11   | Rial - Ford Cosworth                    | 3     |
| 12   | Ligier - Ford Cosworth                  | 3     |
| 13   | Minardi - Ford Cosworth                 | 3     |
| 14   | Onyx - Ford Cosworth                    | 2     |
| 15   | AGS - Ford Cosworth                     | 1     |